# Brook (Familienname)
Brook ist ein englischer Familienname.

## Namensträger
- Adrian Gibbs Brook (1924–2013), kanadischer Chemiker
- Alec Brook (um 1911–1986), englischer Tischtennisspieler
- Alexander Brook (1898–1980), US-amerikanischer Maler und Kunstkritiker
- Andrew Zolile T. Brook (1929–2011), französischer Geistlicher, Bischof von Umtata
- Barry Brook (Ökologe) (* 1974), australischer Umweltwissenschaftler
- Barry S. Brook (1918–1997), US-amerikanischer Musikwissenschaftler und Hochschullehrer
- Carole Brook (* 1965), Schweizer Schwimmerin
- Claudio Brook (1927–1995), mexikanischer Schauspieler
- Clive Brook (1887–1974), britischer Schauspieler
- Donald Brook (* 1938), australischer Sportschütze
- Eric Brook (1907–1965), englischer Fußballspieler
- Faith Brook (1922–2012), britische Schauspielerin
- Gordon Brook-Shepherd (1918–2004), britischer Historiker und Journalist
- Harry Brook (* 1999), englischer Cricketspieler
- Jayne Brook (Jane Anderson; * 1960), US-amerikanische Schauspielerin
- Kell Brook (* 1986), britischer Boxer
- Kelly Brook (Kelly Ann Parsons; * 1979), britische Schauspielerin und Fotomodell
- Lyndon Brook (1926–2004), britischer Schauspieler
- Michael Brook (* 1952), kanadischer Musiker und Musikproduzent
- Peter Brook (1925–2022), britischer Theaterregisseur
- Rhidian Brook (* 1964), britischer Schriftsteller
- Richard J. Brook (* 1938), britischer Materialwissenschaftler und Wissenschaftsmanager
- Robin Brook (1908–1998), britischer Fechter
- Timothy Brook (* 1951), kanadischer Historiker
- Tracy Brook (* 1971), australische Eiskunstläuferin